# Maaike Coljé
Maaike Coljé (Oudewater, 7 maart 1997) is een Nederlandse wielrenster die sinds 2023 rijdt voor de Franse wielerploeg Arkéa-B&B Hotels. Hiervoor kwam ze twee jaar uit voor het Spaanse Massi-Tactic.

## Resultaten in voornaamste wedstrijden
| Jaar | Ronde van Italië | Ronde van Frankrijk | Ronde van Spanje |
| ---- | ---------------- | ------------------- | ---------------- |
| 2021 |                  |                     | 48e              |
| 2022 |                  |                     | opgave           |
| 2023 |                  | 55e                 |                  |
| 2024 |                  | 49e                 |                  |
| 2025 |                  |                     | 86e              |

| Jaar | Ronde van Vlaanderen | Parijs-Roubaix | Luik-Bast.‑Luik | Omloop Het Nieuwsblad |
| ---- | -------------------- | -------------- | --------------- | --------------------- |
| 2021 | 94e                  |                |                 |                       |
| 2022 |                      |                |                 |                       |
| 2023 |                      | opgave         | 76e             | 74e                   |
| 2024 | opgave               |                | opgave          | 51e                   |
| 2025 |                      | buit.tijd      | opgave          | 100e                  |

## Ploegen
- 2021 –  Massi-Tactic
- 2022 –  Massi-Tactic
- 2023 –  Arkéa
- 2024 –  Arkéa-B&B Hotels
- 2025 –  Arkéa-B&B Hotels